# Zoltán Zilahi
Zoltán Zilahi (Budapest, 24 febbraio 1903 – Budapest, 9 maggio 1971) è stato un compositore di scacchi ungherese.
Specialista di problemi in due mosse e di aiutomatto, compose circa 700 problemi, ottenendo un centinaio di premi o menzioni. Giudice Internazionale della composizione dal 1956 (anno di istituzione del titolo).
È noto principalmente per il tema Zilahi, largamente usato nei problemi di aiutomatto in due mosse:
Il gioco apparente (GA) è quello che si avrebbe supponendo che il bianco abbia già fatto la prima mossa. Nel due mosse la sequenza è: il Nero muove, il Bianco dà matto. Il gioco reale (GR) è quello della soluzione effettiva.
Due suoi problemi:
|   | a | b | c | d | e | f | g | h |   |
| 8 | b8 donna del bianco · c7 alfiere del nero · e7 pedone del bianco · f7 re del bianco · c5 pedone del bianco · d5 torre del nero · f5 re del nero · h5 cavallo del nero · a4 torre del bianco · c4 pedone del nero · e4 cavallo del bianco · f4 pedone del bianco · g4 alfiere del nero · f3 pedone del nero · g3 pedone del bianco · b2 cavallo del bianco · d2 pedone del bianco · e1 alfiere del bianco | b8 donna del bianco · c7 alfiere del nero · e7 pedone del bianco · f7 re del bianco · c5 pedone del bianco · d5 torre del nero · f5 re del nero · h5 cavallo del nero · a4 torre del bianco · c4 pedone del nero · e4 cavallo del bianco · f4 pedone del bianco · g4 alfiere del nero · f3 pedone del nero · g3 pedone del bianco · b2 cavallo del bianco · d2 pedone del bianco · e1 alfiere del bianco | b8 donna del bianco · c7 alfiere del nero · e7 pedone del bianco · f7 re del bianco · c5 pedone del bianco · d5 torre del nero · f5 re del nero · h5 cavallo del nero · a4 torre del bianco · c4 pedone del nero · e4 cavallo del bianco · f4 pedone del bianco · g4 alfiere del nero · f3 pedone del nero · g3 pedone del bianco · b2 cavallo del bianco · d2 pedone del bianco · e1 alfiere del bianco | b8 donna del bianco · c7 alfiere del nero · e7 pedone del bianco · f7 re del bianco · c5 pedone del bianco · d5 torre del nero · f5 re del nero · h5 cavallo del nero · a4 torre del bianco · c4 pedone del nero · e4 cavallo del bianco · f4 pedone del bianco · g4 alfiere del nero · f3 pedone del nero · g3 pedone del bianco · b2 cavallo del bianco · d2 pedone del bianco · e1 alfiere del bianco | b8 donna del bianco · c7 alfiere del nero · e7 pedone del bianco · f7 re del bianco · c5 pedone del bianco · d5 torre del nero · f5 re del nero · h5 cavallo del nero · a4 torre del bianco · c4 pedone del nero · e4 cavallo del bianco · f4 pedone del bianco · g4 alfiere del nero · f3 pedone del nero · g3 pedone del bianco · b2 cavallo del bianco · d2 pedone del bianco · e1 alfiere del bianco | b8 donna del bianco · c7 alfiere del nero · e7 pedone del bianco · f7 re del bianco · c5 pedone del bianco · d5 torre del nero · f5 re del nero · h5 cavallo del nero · a4 torre del bianco · c4 pedone del nero · e4 cavallo del bianco · f4 pedone del bianco · g4 alfiere del nero · f3 pedone del nero · g3 pedone del bianco · b2 cavallo del bianco · d2 pedone del bianco · e1 alfiere del bianco | b8 donna del bianco · c7 alfiere del nero · e7 pedone del bianco · f7 re del bianco · c5 pedone del bianco · d5 torre del nero · f5 re del nero · h5 cavallo del nero · a4 torre del bianco · c4 pedone del nero · e4 cavallo del bianco · f4 pedone del bianco · g4 alfiere del nero · f3 pedone del nero · g3 pedone del bianco · b2 cavallo del bianco · d2 pedone del bianco · e1 alfiere del bianco | b8 donna del bianco · c7 alfiere del nero · e7 pedone del bianco · f7 re del bianco · c5 pedone del bianco · d5 torre del nero · f5 re del nero · h5 cavallo del nero · a4 torre del bianco · c4 pedone del nero · e4 cavallo del bianco · f4 pedone del bianco · g4 alfiere del nero · f3 pedone del nero · g3 pedone del bianco · b2 cavallo del bianco · d2 pedone del bianco · e1 alfiere del bianco | 8 |
| 7 | b8 donna del bianco · c7 alfiere del nero · e7 pedone del bianco · f7 re del bianco · c5 pedone del bianco · d5 torre del nero · f5 re del nero · h5 cavallo del nero · a4 torre del bianco · c4 pedone del nero · e4 cavallo del bianco · f4 pedone del bianco · g4 alfiere del nero · f3 pedone del nero · g3 pedone del bianco · b2 cavallo del bianco · d2 pedone del bianco · e1 alfiere del bianco | b8 donna del bianco · c7 alfiere del nero · e7 pedone del bianco · f7 re del bianco · c5 pedone del bianco · d5 torre del nero · f5 re del nero · h5 cavallo del nero · a4 torre del bianco · c4 pedone del nero · e4 cavallo del bianco · f4 pedone del bianco · g4 alfiere del nero · f3 pedone del nero · g3 pedone del bianco · b2 cavallo del bianco · d2 pedone del bianco · e1 alfiere del bianco | b8 donna del bianco · c7 alfiere del nero · e7 pedone del bianco · f7 re del bianco · c5 pedone del bianco · d5 torre del nero · f5 re del nero · h5 cavallo del nero · a4 torre del bianco · c4 pedone del nero · e4 cavallo del bianco · f4 pedone del bianco · g4 alfiere del nero · f3 pedone del nero · g3 pedone del bianco · b2 cavallo del bianco · d2 pedone del bianco · e1 alfiere del bianco | b8 donna del bianco · c7 alfiere del nero · e7 pedone del bianco · f7 re del bianco · c5 pedone del bianco · d5 torre del nero · f5 re del nero · h5 cavallo del nero · a4 torre del bianco · c4 pedone del nero · e4 cavallo del bianco · f4 pedone del bianco · g4 alfiere del nero · f3 pedone del nero · g3 pedone del bianco · b2 cavallo del bianco · d2 pedone del bianco · e1 alfiere del bianco | b8 donna del bianco · c7 alfiere del nero · e7 pedone del bianco · f7 re del bianco · c5 pedone del bianco · d5 torre del nero · f5 re del nero · h5 cavallo del nero · a4 torre del bianco · c4 pedone del nero · e4 cavallo del bianco · f4 pedone del bianco · g4 alfiere del nero · f3 pedone del nero · g3 pedone del bianco · b2 cavallo del bianco · d2 pedone del bianco · e1 alfiere del bianco | b8 donna del bianco · c7 alfiere del nero · e7 pedone del bianco · f7 re del bianco · c5 pedone del bianco · d5 torre del nero · f5 re del nero · h5 cavallo del nero · a4 torre del bianco · c4 pedone del nero · e4 cavallo del bianco · f4 pedone del bianco · g4 alfiere del nero · f3 pedone del nero · g3 pedone del bianco · b2 cavallo del bianco · d2 pedone del bianco · e1 alfiere del bianco | b8 donna del bianco · c7 alfiere del nero · e7 pedone del bianco · f7 re del bianco · c5 pedone del bianco · d5 torre del nero · f5 re del nero · h5 cavallo del nero · a4 torre del bianco · c4 pedone del nero · e4 cavallo del bianco · f4 pedone del bianco · g4 alfiere del nero · f3 pedone del nero · g3 pedone del bianco · b2 cavallo del bianco · d2 pedone del bianco · e1 alfiere del bianco | b8 donna del bianco · c7 alfiere del nero · e7 pedone del bianco · f7 re del bianco · c5 pedone del bianco · d5 torre del nero · f5 re del nero · h5 cavallo del nero · a4 torre del bianco · c4 pedone del nero · e4 cavallo del bianco · f4 pedone del bianco · g4 alfiere del nero · f3 pedone del nero · g3 pedone del bianco · b2 cavallo del bianco · d2 pedone del bianco · e1 alfiere del bianco | 7 |
| 6 | b8 donna del bianco · c7 alfiere del nero · e7 pedone del bianco · f7 re del bianco · c5 pedone del bianco · d5 torre del nero · f5 re del nero · h5 cavallo del nero · a4 torre del bianco · c4 pedone del nero · e4 cavallo del bianco · f4 pedone del bianco · g4 alfiere del nero · f3 pedone del nero · g3 pedone del bianco · b2 cavallo del bianco · d2 pedone del bianco · e1 alfiere del bianco | b8 donna del bianco · c7 alfiere del nero · e7 pedone del bianco · f7 re del bianco · c5 pedone del bianco · d5 torre del nero · f5 re del nero · h5 cavallo del nero · a4 torre del bianco · c4 pedone del nero · e4 cavallo del bianco · f4 pedone del bianco · g4 alfiere del nero · f3 pedone del nero · g3 pedone del bianco · b2 cavallo del bianco · d2 pedone del bianco · e1 alfiere del bianco | b8 donna del bianco · c7 alfiere del nero · e7 pedone del bianco · f7 re del bianco · c5 pedone del bianco · d5 torre del nero · f5 re del nero · h5 cavallo del nero · a4 torre del bianco · c4 pedone del nero · e4 cavallo del bianco · f4 pedone del bianco · g4 alfiere del nero · f3 pedone del nero · g3 pedone del bianco · b2 cavallo del bianco · d2 pedone del bianco · e1 alfiere del bianco | b8 donna del bianco · c7 alfiere del nero · e7 pedone del bianco · f7 re del bianco · c5 pedone del bianco · d5 torre del nero · f5 re del nero · h5 cavallo del nero · a4 torre del bianco · c4 pedone del nero · e4 cavallo del bianco · f4 pedone del bianco · g4 alfiere del nero · f3 pedone del nero · g3 pedone del bianco · b2 cavallo del bianco · d2 pedone del bianco · e1 alfiere del bianco | b8 donna del bianco · c7 alfiere del nero · e7 pedone del bianco · f7 re del bianco · c5 pedone del bianco · d5 torre del nero · f5 re del nero · h5 cavallo del nero · a4 torre del bianco · c4 pedone del nero · e4 cavallo del bianco · f4 pedone del bianco · g4 alfiere del nero · f3 pedone del nero · g3 pedone del bianco · b2 cavallo del bianco · d2 pedone del bianco · e1 alfiere del bianco | b8 donna del bianco · c7 alfiere del nero · e7 pedone del bianco · f7 re del bianco · c5 pedone del bianco · d5 torre del nero · f5 re del nero · h5 cavallo del nero · a4 torre del bianco · c4 pedone del nero · e4 cavallo del bianco · f4 pedone del bianco · g4 alfiere del nero · f3 pedone del nero · g3 pedone del bianco · b2 cavallo del bianco · d2 pedone del bianco · e1 alfiere del bianco | b8 donna del bianco · c7 alfiere del nero · e7 pedone del bianco · f7 re del bianco · c5 pedone del bianco · d5 torre del nero · f5 re del nero · h5 cavallo del nero · a4 torre del bianco · c4 pedone del nero · e4 cavallo del bianco · f4 pedone del bianco · g4 alfiere del nero · f3 pedone del nero · g3 pedone del bianco · b2 cavallo del bianco · d2 pedone del bianco · e1 alfiere del bianco | b8 donna del bianco · c7 alfiere del nero · e7 pedone del bianco · f7 re del bianco · c5 pedone del bianco · d5 torre del nero · f5 re del nero · h5 cavallo del nero · a4 torre del bianco · c4 pedone del nero · e4 cavallo del bianco · f4 pedone del bianco · g4 alfiere del nero · f3 pedone del nero · g3 pedone del bianco · b2 cavallo del bianco · d2 pedone del bianco · e1 alfiere del bianco | 6 |
| 5 | b8 donna del bianco · c7 alfiere del nero · e7 pedone del bianco · f7 re del bianco · c5 pedone del bianco · d5 torre del nero · f5 re del nero · h5 cavallo del nero · a4 torre del bianco · c4 pedone del nero · e4 cavallo del bianco · f4 pedone del bianco · g4 alfiere del nero · f3 pedone del nero · g3 pedone del bianco · b2 cavallo del bianco · d2 pedone del bianco · e1 alfiere del bianco | b8 donna del bianco · c7 alfiere del nero · e7 pedone del bianco · f7 re del bianco · c5 pedone del bianco · d5 torre del nero · f5 re del nero · h5 cavallo del nero · a4 torre del bianco · c4 pedone del nero · e4 cavallo del bianco · f4 pedone del bianco · g4 alfiere del nero · f3 pedone del nero · g3 pedone del bianco · b2 cavallo del bianco · d2 pedone del bianco · e1 alfiere del bianco | b8 donna del bianco · c7 alfiere del nero · e7 pedone del bianco · f7 re del bianco · c5 pedone del bianco · d5 torre del nero · f5 re del nero · h5 cavallo del nero · a4 torre del bianco · c4 pedone del nero · e4 cavallo del bianco · f4 pedone del bianco · g4 alfiere del nero · f3 pedone del nero · g3 pedone del bianco · b2 cavallo del bianco · d2 pedone del bianco · e1 alfiere del bianco | b8 donna del bianco · c7 alfiere del nero · e7 pedone del bianco · f7 re del bianco · c5 pedone del bianco · d5 torre del nero · f5 re del nero · h5 cavallo del nero · a4 torre del bianco · c4 pedone del nero · e4 cavallo del bianco · f4 pedone del bianco · g4 alfiere del nero · f3 pedone del nero · g3 pedone del bianco · b2 cavallo del bianco · d2 pedone del bianco · e1 alfiere del bianco | b8 donna del bianco · c7 alfiere del nero · e7 pedone del bianco · f7 re del bianco · c5 pedone del bianco · d5 torre del nero · f5 re del nero · h5 cavallo del nero · a4 torre del bianco · c4 pedone del nero · e4 cavallo del bianco · f4 pedone del bianco · g4 alfiere del nero · f3 pedone del nero · g3 pedone del bianco · b2 cavallo del bianco · d2 pedone del bianco · e1 alfiere del bianco | b8 donna del bianco · c7 alfiere del nero · e7 pedone del bianco · f7 re del bianco · c5 pedone del bianco · d5 torre del nero · f5 re del nero · h5 cavallo del nero · a4 torre del bianco · c4 pedone del nero · e4 cavallo del bianco · f4 pedone del bianco · g4 alfiere del nero · f3 pedone del nero · g3 pedone del bianco · b2 cavallo del bianco · d2 pedone del bianco · e1 alfiere del bianco | b8 donna del bianco · c7 alfiere del nero · e7 pedone del bianco · f7 re del bianco · c5 pedone del bianco · d5 torre del nero · f5 re del nero · h5 cavallo del nero · a4 torre del bianco · c4 pedone del nero · e4 cavallo del bianco · f4 pedone del bianco · g4 alfiere del nero · f3 pedone del nero · g3 pedone del bianco · b2 cavallo del bianco · d2 pedone del bianco · e1 alfiere del bianco | b8 donna del bianco · c7 alfiere del nero · e7 pedone del bianco · f7 re del bianco · c5 pedone del bianco · d5 torre del nero · f5 re del nero · h5 cavallo del nero · a4 torre del bianco · c4 pedone del nero · e4 cavallo del bianco · f4 pedone del bianco · g4 alfiere del nero · f3 pedone del nero · g3 pedone del bianco · b2 cavallo del bianco · d2 pedone del bianco · e1 alfiere del bianco | 5 |
| 4 | b8 donna del bianco · c7 alfiere del nero · e7 pedone del bianco · f7 re del bianco · c5 pedone del bianco · d5 torre del nero · f5 re del nero · h5 cavallo del nero · a4 torre del bianco · c4 pedone del nero · e4 cavallo del bianco · f4 pedone del bianco · g4 alfiere del nero · f3 pedone del nero · g3 pedone del bianco · b2 cavallo del bianco · d2 pedone del bianco · e1 alfiere del bianco | b8 donna del bianco · c7 alfiere del nero · e7 pedone del bianco · f7 re del bianco · c5 pedone del bianco · d5 torre del nero · f5 re del nero · h5 cavallo del nero · a4 torre del bianco · c4 pedone del nero · e4 cavallo del bianco · f4 pedone del bianco · g4 alfiere del nero · f3 pedone del nero · g3 pedone del bianco · b2 cavallo del bianco · d2 pedone del bianco · e1 alfiere del bianco | b8 donna del bianco · c7 alfiere del nero · e7 pedone del bianco · f7 re del bianco · c5 pedone del bianco · d5 torre del nero · f5 re del nero · h5 cavallo del nero · a4 torre del bianco · c4 pedone del nero · e4 cavallo del bianco · f4 pedone del bianco · g4 alfiere del nero · f3 pedone del nero · g3 pedone del bianco · b2 cavallo del bianco · d2 pedone del bianco · e1 alfiere del bianco | b8 donna del bianco · c7 alfiere del nero · e7 pedone del bianco · f7 re del bianco · c5 pedone del bianco · d5 torre del nero · f5 re del nero · h5 cavallo del nero · a4 torre del bianco · c4 pedone del nero · e4 cavallo del bianco · f4 pedone del bianco · g4 alfiere del nero · f3 pedone del nero · g3 pedone del bianco · b2 cavallo del bianco · d2 pedone del bianco · e1 alfiere del bianco | b8 donna del bianco · c7 alfiere del nero · e7 pedone del bianco · f7 re del bianco · c5 pedone del bianco · d5 torre del nero · f5 re del nero · h5 cavallo del nero · a4 torre del bianco · c4 pedone del nero · e4 cavallo del bianco · f4 pedone del bianco · g4 alfiere del nero · f3 pedone del nero · g3 pedone del bianco · b2 cavallo del bianco · d2 pedone del bianco · e1 alfiere del bianco | b8 donna del bianco · c7 alfiere del nero · e7 pedone del bianco · f7 re del bianco · c5 pedone del bianco · d5 torre del nero · f5 re del nero · h5 cavallo del nero · a4 torre del bianco · c4 pedone del nero · e4 cavallo del bianco · f4 pedone del bianco · g4 alfiere del nero · f3 pedone del nero · g3 pedone del bianco · b2 cavallo del bianco · d2 pedone del bianco · e1 alfiere del bianco | b8 donna del bianco · c7 alfiere del nero · e7 pedone del bianco · f7 re del bianco · c5 pedone del bianco · d5 torre del nero · f5 re del nero · h5 cavallo del nero · a4 torre del bianco · c4 pedone del nero · e4 cavallo del bianco · f4 pedone del bianco · g4 alfiere del nero · f3 pedone del nero · g3 pedone del bianco · b2 cavallo del bianco · d2 pedone del bianco · e1 alfiere del bianco | b8 donna del bianco · c7 alfiere del nero · e7 pedone del bianco · f7 re del bianco · c5 pedone del bianco · d5 torre del nero · f5 re del nero · h5 cavallo del nero · a4 torre del bianco · c4 pedone del nero · e4 cavallo del bianco · f4 pedone del bianco · g4 alfiere del nero · f3 pedone del nero · g3 pedone del bianco · b2 cavallo del bianco · d2 pedone del bianco · e1 alfiere del bianco | 4 |
| 3 | b8 donna del bianco · c7 alfiere del nero · e7 pedone del bianco · f7 re del bianco · c5 pedone del bianco · d5 torre del nero · f5 re del nero · h5 cavallo del nero · a4 torre del bianco · c4 pedone del nero · e4 cavallo del bianco · f4 pedone del bianco · g4 alfiere del nero · f3 pedone del nero · g3 pedone del bianco · b2 cavallo del bianco · d2 pedone del bianco · e1 alfiere del bianco | b8 donna del bianco · c7 alfiere del nero · e7 pedone del bianco · f7 re del bianco · c5 pedone del bianco · d5 torre del nero · f5 re del nero · h5 cavallo del nero · a4 torre del bianco · c4 pedone del nero · e4 cavallo del bianco · f4 pedone del bianco · g4 alfiere del nero · f3 pedone del nero · g3 pedone del bianco · b2 cavallo del bianco · d2 pedone del bianco · e1 alfiere del bianco | b8 donna del bianco · c7 alfiere del nero · e7 pedone del bianco · f7 re del bianco · c5 pedone del bianco · d5 torre del nero · f5 re del nero · h5 cavallo del nero · a4 torre del bianco · c4 pedone del nero · e4 cavallo del bianco · f4 pedone del bianco · g4 alfiere del nero · f3 pedone del nero · g3 pedone del bianco · b2 cavallo del bianco · d2 pedone del bianco · e1 alfiere del bianco | b8 donna del bianco · c7 alfiere del nero · e7 pedone del bianco · f7 re del bianco · c5 pedone del bianco · d5 torre del nero · f5 re del nero · h5 cavallo del nero · a4 torre del bianco · c4 pedone del nero · e4 cavallo del bianco · f4 pedone del bianco · g4 alfiere del nero · f3 pedone del nero · g3 pedone del bianco · b2 cavallo del bianco · d2 pedone del bianco · e1 alfiere del bianco | b8 donna del bianco · c7 alfiere del nero · e7 pedone del bianco · f7 re del bianco · c5 pedone del bianco · d5 torre del nero · f5 re del nero · h5 cavallo del nero · a4 torre del bianco · c4 pedone del nero · e4 cavallo del bianco · f4 pedone del bianco · g4 alfiere del nero · f3 pedone del nero · g3 pedone del bianco · b2 cavallo del bianco · d2 pedone del bianco · e1 alfiere del bianco | b8 donna del bianco · c7 alfiere del nero · e7 pedone del bianco · f7 re del bianco · c5 pedone del bianco · d5 torre del nero · f5 re del nero · h5 cavallo del nero · a4 torre del bianco · c4 pedone del nero · e4 cavallo del bianco · f4 pedone del bianco · g4 alfiere del nero · f3 pedone del nero · g3 pedone del bianco · b2 cavallo del bianco · d2 pedone del bianco · e1 alfiere del bianco | b8 donna del bianco · c7 alfiere del nero · e7 pedone del bianco · f7 re del bianco · c5 pedone del bianco · d5 torre del nero · f5 re del nero · h5 cavallo del nero · a4 torre del bianco · c4 pedone del nero · e4 cavallo del bianco · f4 pedone del bianco · g4 alfiere del nero · f3 pedone del nero · g3 pedone del bianco · b2 cavallo del bianco · d2 pedone del bianco · e1 alfiere del bianco | b8 donna del bianco · c7 alfiere del nero · e7 pedone del bianco · f7 re del bianco · c5 pedone del bianco · d5 torre del nero · f5 re del nero · h5 cavallo del nero · a4 torre del bianco · c4 pedone del nero · e4 cavallo del bianco · f4 pedone del bianco · g4 alfiere del nero · f3 pedone del nero · g3 pedone del bianco · b2 cavallo del bianco · d2 pedone del bianco · e1 alfiere del bianco | 3 |
| 2 | b8 donna del bianco · c7 alfiere del nero · e7 pedone del bianco · f7 re del bianco · c5 pedone del bianco · d5 torre del nero · f5 re del nero · h5 cavallo del nero · a4 torre del bianco · c4 pedone del nero · e4 cavallo del bianco · f4 pedone del bianco · g4 alfiere del nero · f3 pedone del nero · g3 pedone del bianco · b2 cavallo del bianco · d2 pedone del bianco · e1 alfiere del bianco | b8 donna del bianco · c7 alfiere del nero · e7 pedone del bianco · f7 re del bianco · c5 pedone del bianco · d5 torre del nero · f5 re del nero · h5 cavallo del nero · a4 torre del bianco · c4 pedone del nero · e4 cavallo del bianco · f4 pedone del bianco · g4 alfiere del nero · f3 pedone del nero · g3 pedone del bianco · b2 cavallo del bianco · d2 pedone del bianco · e1 alfiere del bianco | b8 donna del bianco · c7 alfiere del nero · e7 pedone del bianco · f7 re del bianco · c5 pedone del bianco · d5 torre del nero · f5 re del nero · h5 cavallo del nero · a4 torre del bianco · c4 pedone del nero · e4 cavallo del bianco · f4 pedone del bianco · g4 alfiere del nero · f3 pedone del nero · g3 pedone del bianco · b2 cavallo del bianco · d2 pedone del bianco · e1 alfiere del bianco | b8 donna del bianco · c7 alfiere del nero · e7 pedone del bianco · f7 re del bianco · c5 pedone del bianco · d5 torre del nero · f5 re del nero · h5 cavallo del nero · a4 torre del bianco · c4 pedone del nero · e4 cavallo del bianco · f4 pedone del bianco · g4 alfiere del nero · f3 pedone del nero · g3 pedone del bianco · b2 cavallo del bianco · d2 pedone del bianco · e1 alfiere del bianco | b8 donna del bianco · c7 alfiere del nero · e7 pedone del bianco · f7 re del bianco · c5 pedone del bianco · d5 torre del nero · f5 re del nero · h5 cavallo del nero · a4 torre del bianco · c4 pedone del nero · e4 cavallo del bianco · f4 pedone del bianco · g4 alfiere del nero · f3 pedone del nero · g3 pedone del bianco · b2 cavallo del bianco · d2 pedone del bianco · e1 alfiere del bianco | b8 donna del bianco · c7 alfiere del nero · e7 pedone del bianco · f7 re del bianco · c5 pedone del bianco · d5 torre del nero · f5 re del nero · h5 cavallo del nero · a4 torre del bianco · c4 pedone del nero · e4 cavallo del bianco · f4 pedone del bianco · g4 alfiere del nero · f3 pedone del nero · g3 pedone del bianco · b2 cavallo del bianco · d2 pedone del bianco · e1 alfiere del bianco | b8 donna del bianco · c7 alfiere del nero · e7 pedone del bianco · f7 re del bianco · c5 pedone del bianco · d5 torre del nero · f5 re del nero · h5 cavallo del nero · a4 torre del bianco · c4 pedone del nero · e4 cavallo del bianco · f4 pedone del bianco · g4 alfiere del nero · f3 pedone del nero · g3 pedone del bianco · b2 cavallo del bianco · d2 pedone del bianco · e1 alfiere del bianco | b8 donna del bianco · c7 alfiere del nero · e7 pedone del bianco · f7 re del bianco · c5 pedone del bianco · d5 torre del nero · f5 re del nero · h5 cavallo del nero · a4 torre del bianco · c4 pedone del nero · e4 cavallo del bianco · f4 pedone del bianco · g4 alfiere del nero · f3 pedone del nero · g3 pedone del bianco · b2 cavallo del bianco · d2 pedone del bianco · e1 alfiere del bianco | 2 |
| 1 | b8 donna del bianco · c7 alfiere del nero · e7 pedone del bianco · f7 re del bianco · c5 pedone del bianco · d5 torre del nero · f5 re del nero · h5 cavallo del nero · a4 torre del bianco · c4 pedone del nero · e4 cavallo del bianco · f4 pedone del bianco · g4 alfiere del nero · f3 pedone del nero · g3 pedone del bianco · b2 cavallo del bianco · d2 pedone del bianco · e1 alfiere del bianco | b8 donna del bianco · c7 alfiere del nero · e7 pedone del bianco · f7 re del bianco · c5 pedone del bianco · d5 torre del nero · f5 re del nero · h5 cavallo del nero · a4 torre del bianco · c4 pedone del nero · e4 cavallo del bianco · f4 pedone del bianco · g4 alfiere del nero · f3 pedone del nero · g3 pedone del bianco · b2 cavallo del bianco · d2 pedone del bianco · e1 alfiere del bianco | b8 donna del bianco · c7 alfiere del nero · e7 pedone del bianco · f7 re del bianco · c5 pedone del bianco · d5 torre del nero · f5 re del nero · h5 cavallo del nero · a4 torre del bianco · c4 pedone del nero · e4 cavallo del bianco · f4 pedone del bianco · g4 alfiere del nero · f3 pedone del nero · g3 pedone del bianco · b2 cavallo del bianco · d2 pedone del bianco · e1 alfiere del bianco | b8 donna del bianco · c7 alfiere del nero · e7 pedone del bianco · f7 re del bianco · c5 pedone del bianco · d5 torre del nero · f5 re del nero · h5 cavallo del nero · a4 torre del bianco · c4 pedone del nero · e4 cavallo del bianco · f4 pedone del bianco · g4 alfiere del nero · f3 pedone del nero · g3 pedone del bianco · b2 cavallo del bianco · d2 pedone del bianco · e1 alfiere del bianco | b8 donna del bianco · c7 alfiere del nero · e7 pedone del bianco · f7 re del bianco · c5 pedone del bianco · d5 torre del nero · f5 re del nero · h5 cavallo del nero · a4 torre del bianco · c4 pedone del nero · e4 cavallo del bianco · f4 pedone del bianco · g4 alfiere del nero · f3 pedone del nero · g3 pedone del bianco · b2 cavallo del bianco · d2 pedone del bianco · e1 alfiere del bianco | b8 donna del bianco · c7 alfiere del nero · e7 pedone del bianco · f7 re del bianco · c5 pedone del bianco · d5 torre del nero · f5 re del nero · h5 cavallo del nero · a4 torre del bianco · c4 pedone del nero · e4 cavallo del bianco · f4 pedone del bianco · g4 alfiere del nero · f3 pedone del nero · g3 pedone del bianco · b2 cavallo del bianco · d2 pedone del bianco · e1 alfiere del bianco | b8 donna del bianco · c7 alfiere del nero · e7 pedone del bianco · f7 re del bianco · c5 pedone del bianco · d5 torre del nero · f5 re del nero · h5 cavallo del nero · a4 torre del bianco · c4 pedone del nero · e4 cavallo del bianco · f4 pedone del bianco · g4 alfiere del nero · f3 pedone del nero · g3 pedone del bianco · b2 cavallo del bianco · d2 pedone del bianco · e1 alfiere del bianco | b8 donna del bianco · c7 alfiere del nero · e7 pedone del bianco · f7 re del bianco · c5 pedone del bianco · d5 torre del nero · f5 re del nero · h5 cavallo del nero · a4 torre del bianco · c4 pedone del nero · e4 cavallo del bianco · f4 pedone del bianco · g4 alfiere del nero · f3 pedone del nero · g3 pedone del bianco · b2 cavallo del bianco · d2 pedone del bianco · e1 alfiere del bianco | 1 |
|   | a | b | c | d | e | f | g | h |   |

Soluzione:
1. Cxc4 !  (min. 2. Ce3#)
1. ... Axf4  2. De5+  Txe5  3. Ccd6#

1. ... Td4  2. Ce3+  Rxe4  3. Db1#

1. ... Td3  2. Ce3+ Txe3  3. Dc8#

1. ... Txe4  2. Db1+ Td3  3. Ce3#

1. ... Rxe4  2. Ce3+  Rd3  3. Db5#

1. ... Cxf4  2. Ce3+ Re5  3. Dh8#

|   | a | b | c | d | e | f | g | h |   |
| 8 | b8 donna del nero · c8 alfiere del nero · f8 torre del bianco · g8 torre del nero · f7 pedone del bianco · c6 pedone del bianco · e6 re del nero · f6 pedone del nero · g6 pedone del nero · h6 torre del nero · a5 donna del bianco · b5 pedone del nero · e5 pedone del bianco · f5 cavallo del bianco · g5 pedone del nero · f4 alfiere del nero · d3 cavallo del nero · f3 alfiere del bianco · b1 re del bianco · f1 torre del bianco | b8 donna del nero · c8 alfiere del nero · f8 torre del bianco · g8 torre del nero · f7 pedone del bianco · c6 pedone del bianco · e6 re del nero · f6 pedone del nero · g6 pedone del nero · h6 torre del nero · a5 donna del bianco · b5 pedone del nero · e5 pedone del bianco · f5 cavallo del bianco · g5 pedone del nero · f4 alfiere del nero · d3 cavallo del nero · f3 alfiere del bianco · b1 re del bianco · f1 torre del bianco | b8 donna del nero · c8 alfiere del nero · f8 torre del bianco · g8 torre del nero · f7 pedone del bianco · c6 pedone del bianco · e6 re del nero · f6 pedone del nero · g6 pedone del nero · h6 torre del nero · a5 donna del bianco · b5 pedone del nero · e5 pedone del bianco · f5 cavallo del bianco · g5 pedone del nero · f4 alfiere del nero · d3 cavallo del nero · f3 alfiere del bianco · b1 re del bianco · f1 torre del bianco | b8 donna del nero · c8 alfiere del nero · f8 torre del bianco · g8 torre del nero · f7 pedone del bianco · c6 pedone del bianco · e6 re del nero · f6 pedone del nero · g6 pedone del nero · h6 torre del nero · a5 donna del bianco · b5 pedone del nero · e5 pedone del bianco · f5 cavallo del bianco · g5 pedone del nero · f4 alfiere del nero · d3 cavallo del nero · f3 alfiere del bianco · b1 re del bianco · f1 torre del bianco | b8 donna del nero · c8 alfiere del nero · f8 torre del bianco · g8 torre del nero · f7 pedone del bianco · c6 pedone del bianco · e6 re del nero · f6 pedone del nero · g6 pedone del nero · h6 torre del nero · a5 donna del bianco · b5 pedone del nero · e5 pedone del bianco · f5 cavallo del bianco · g5 pedone del nero · f4 alfiere del nero · d3 cavallo del nero · f3 alfiere del bianco · b1 re del bianco · f1 torre del bianco | b8 donna del nero · c8 alfiere del nero · f8 torre del bianco · g8 torre del nero · f7 pedone del bianco · c6 pedone del bianco · e6 re del nero · f6 pedone del nero · g6 pedone del nero · h6 torre del nero · a5 donna del bianco · b5 pedone del nero · e5 pedone del bianco · f5 cavallo del bianco · g5 pedone del nero · f4 alfiere del nero · d3 cavallo del nero · f3 alfiere del bianco · b1 re del bianco · f1 torre del bianco | b8 donna del nero · c8 alfiere del nero · f8 torre del bianco · g8 torre del nero · f7 pedone del bianco · c6 pedone del bianco · e6 re del nero · f6 pedone del nero · g6 pedone del nero · h6 torre del nero · a5 donna del bianco · b5 pedone del nero · e5 pedone del bianco · f5 cavallo del bianco · g5 pedone del nero · f4 alfiere del nero · d3 cavallo del nero · f3 alfiere del bianco · b1 re del bianco · f1 torre del bianco | b8 donna del nero · c8 alfiere del nero · f8 torre del bianco · g8 torre del nero · f7 pedone del bianco · c6 pedone del bianco · e6 re del nero · f6 pedone del nero · g6 pedone del nero · h6 torre del nero · a5 donna del bianco · b5 pedone del nero · e5 pedone del bianco · f5 cavallo del bianco · g5 pedone del nero · f4 alfiere del nero · d3 cavallo del nero · f3 alfiere del bianco · b1 re del bianco · f1 torre del bianco | 8 |
| 7 | b8 donna del nero · c8 alfiere del nero · f8 torre del bianco · g8 torre del nero · f7 pedone del bianco · c6 pedone del bianco · e6 re del nero · f6 pedone del nero · g6 pedone del nero · h6 torre del nero · a5 donna del bianco · b5 pedone del nero · e5 pedone del bianco · f5 cavallo del bianco · g5 pedone del nero · f4 alfiere del nero · d3 cavallo del nero · f3 alfiere del bianco · b1 re del bianco · f1 torre del bianco | b8 donna del nero · c8 alfiere del nero · f8 torre del bianco · g8 torre del nero · f7 pedone del bianco · c6 pedone del bianco · e6 re del nero · f6 pedone del nero · g6 pedone del nero · h6 torre del nero · a5 donna del bianco · b5 pedone del nero · e5 pedone del bianco · f5 cavallo del bianco · g5 pedone del nero · f4 alfiere del nero · d3 cavallo del nero · f3 alfiere del bianco · b1 re del bianco · f1 torre del bianco | b8 donna del nero · c8 alfiere del nero · f8 torre del bianco · g8 torre del nero · f7 pedone del bianco · c6 pedone del bianco · e6 re del nero · f6 pedone del nero · g6 pedone del nero · h6 torre del nero · a5 donna del bianco · b5 pedone del nero · e5 pedone del bianco · f5 cavallo del bianco · g5 pedone del nero · f4 alfiere del nero · d3 cavallo del nero · f3 alfiere del bianco · b1 re del bianco · f1 torre del bianco | b8 donna del nero · c8 alfiere del nero · f8 torre del bianco · g8 torre del nero · f7 pedone del bianco · c6 pedone del bianco · e6 re del nero · f6 pedone del nero · g6 pedone del nero · h6 torre del nero · a5 donna del bianco · b5 pedone del nero · e5 pedone del bianco · f5 cavallo del bianco · g5 pedone del nero · f4 alfiere del nero · d3 cavallo del nero · f3 alfiere del bianco · b1 re del bianco · f1 torre del bianco | b8 donna del nero · c8 alfiere del nero · f8 torre del bianco · g8 torre del nero · f7 pedone del bianco · c6 pedone del bianco · e6 re del nero · f6 pedone del nero · g6 pedone del nero · h6 torre del nero · a5 donna del bianco · b5 pedone del nero · e5 pedone del bianco · f5 cavallo del bianco · g5 pedone del nero · f4 alfiere del nero · d3 cavallo del nero · f3 alfiere del bianco · b1 re del bianco · f1 torre del bianco | b8 donna del nero · c8 alfiere del nero · f8 torre del bianco · g8 torre del nero · f7 pedone del bianco · c6 pedone del bianco · e6 re del nero · f6 pedone del nero · g6 pedone del nero · h6 torre del nero · a5 donna del bianco · b5 pedone del nero · e5 pedone del bianco · f5 cavallo del bianco · g5 pedone del nero · f4 alfiere del nero · d3 cavallo del nero · f3 alfiere del bianco · b1 re del bianco · f1 torre del bianco | b8 donna del nero · c8 alfiere del nero · f8 torre del bianco · g8 torre del nero · f7 pedone del bianco · c6 pedone del bianco · e6 re del nero · f6 pedone del nero · g6 pedone del nero · h6 torre del nero · a5 donna del bianco · b5 pedone del nero · e5 pedone del bianco · f5 cavallo del bianco · g5 pedone del nero · f4 alfiere del nero · d3 cavallo del nero · f3 alfiere del bianco · b1 re del bianco · f1 torre del bianco | b8 donna del nero · c8 alfiere del nero · f8 torre del bianco · g8 torre del nero · f7 pedone del bianco · c6 pedone del bianco · e6 re del nero · f6 pedone del nero · g6 pedone del nero · h6 torre del nero · a5 donna del bianco · b5 pedone del nero · e5 pedone del bianco · f5 cavallo del bianco · g5 pedone del nero · f4 alfiere del nero · d3 cavallo del nero · f3 alfiere del bianco · b1 re del bianco · f1 torre del bianco | 7 |
| 6 | b8 donna del nero · c8 alfiere del nero · f8 torre del bianco · g8 torre del nero · f7 pedone del bianco · c6 pedone del bianco · e6 re del nero · f6 pedone del nero · g6 pedone del nero · h6 torre del nero · a5 donna del bianco · b5 pedone del nero · e5 pedone del bianco · f5 cavallo del bianco · g5 pedone del nero · f4 alfiere del nero · d3 cavallo del nero · f3 alfiere del bianco · b1 re del bianco · f1 torre del bianco | b8 donna del nero · c8 alfiere del nero · f8 torre del bianco · g8 torre del nero · f7 pedone del bianco · c6 pedone del bianco · e6 re del nero · f6 pedone del nero · g6 pedone del nero · h6 torre del nero · a5 donna del bianco · b5 pedone del nero · e5 pedone del bianco · f5 cavallo del bianco · g5 pedone del nero · f4 alfiere del nero · d3 cavallo del nero · f3 alfiere del bianco · b1 re del bianco · f1 torre del bianco | b8 donna del nero · c8 alfiere del nero · f8 torre del bianco · g8 torre del nero · f7 pedone del bianco · c6 pedone del bianco · e6 re del nero · f6 pedone del nero · g6 pedone del nero · h6 torre del nero · a5 donna del bianco · b5 pedone del nero · e5 pedone del bianco · f5 cavallo del bianco · g5 pedone del nero · f4 alfiere del nero · d3 cavallo del nero · f3 alfiere del bianco · b1 re del bianco · f1 torre del bianco | b8 donna del nero · c8 alfiere del nero · f8 torre del bianco · g8 torre del nero · f7 pedone del bianco · c6 pedone del bianco · e6 re del nero · f6 pedone del nero · g6 pedone del nero · h6 torre del nero · a5 donna del bianco · b5 pedone del nero · e5 pedone del bianco · f5 cavallo del bianco · g5 pedone del nero · f4 alfiere del nero · d3 cavallo del nero · f3 alfiere del bianco · b1 re del bianco · f1 torre del bianco | b8 donna del nero · c8 alfiere del nero · f8 torre del bianco · g8 torre del nero · f7 pedone del bianco · c6 pedone del bianco · e6 re del nero · f6 pedone del nero · g6 pedone del nero · h6 torre del nero · a5 donna del bianco · b5 pedone del nero · e5 pedone del bianco · f5 cavallo del bianco · g5 pedone del nero · f4 alfiere del nero · d3 cavallo del nero · f3 alfiere del bianco · b1 re del bianco · f1 torre del bianco | b8 donna del nero · c8 alfiere del nero · f8 torre del bianco · g8 torre del nero · f7 pedone del bianco · c6 pedone del bianco · e6 re del nero · f6 pedone del nero · g6 pedone del nero · h6 torre del nero · a5 donna del bianco · b5 pedone del nero · e5 pedone del bianco · f5 cavallo del bianco · g5 pedone del nero · f4 alfiere del nero · d3 cavallo del nero · f3 alfiere del bianco · b1 re del bianco · f1 torre del bianco | b8 donna del nero · c8 alfiere del nero · f8 torre del bianco · g8 torre del nero · f7 pedone del bianco · c6 pedone del bianco · e6 re del nero · f6 pedone del nero · g6 pedone del nero · h6 torre del nero · a5 donna del bianco · b5 pedone del nero · e5 pedone del bianco · f5 cavallo del bianco · g5 pedone del nero · f4 alfiere del nero · d3 cavallo del nero · f3 alfiere del bianco · b1 re del bianco · f1 torre del bianco | b8 donna del nero · c8 alfiere del nero · f8 torre del bianco · g8 torre del nero · f7 pedone del bianco · c6 pedone del bianco · e6 re del nero · f6 pedone del nero · g6 pedone del nero · h6 torre del nero · a5 donna del bianco · b5 pedone del nero · e5 pedone del bianco · f5 cavallo del bianco · g5 pedone del nero · f4 alfiere del nero · d3 cavallo del nero · f3 alfiere del bianco · b1 re del bianco · f1 torre del bianco | 6 |
| 5 | b8 donna del nero · c8 alfiere del nero · f8 torre del bianco · g8 torre del nero · f7 pedone del bianco · c6 pedone del bianco · e6 re del nero · f6 pedone del nero · g6 pedone del nero · h6 torre del nero · a5 donna del bianco · b5 pedone del nero · e5 pedone del bianco · f5 cavallo del bianco · g5 pedone del nero · f4 alfiere del nero · d3 cavallo del nero · f3 alfiere del bianco · b1 re del bianco · f1 torre del bianco | b8 donna del nero · c8 alfiere del nero · f8 torre del bianco · g8 torre del nero · f7 pedone del bianco · c6 pedone del bianco · e6 re del nero · f6 pedone del nero · g6 pedone del nero · h6 torre del nero · a5 donna del bianco · b5 pedone del nero · e5 pedone del bianco · f5 cavallo del bianco · g5 pedone del nero · f4 alfiere del nero · d3 cavallo del nero · f3 alfiere del bianco · b1 re del bianco · f1 torre del bianco | b8 donna del nero · c8 alfiere del nero · f8 torre del bianco · g8 torre del nero · f7 pedone del bianco · c6 pedone del bianco · e6 re del nero · f6 pedone del nero · g6 pedone del nero · h6 torre del nero · a5 donna del bianco · b5 pedone del nero · e5 pedone del bianco · f5 cavallo del bianco · g5 pedone del nero · f4 alfiere del nero · d3 cavallo del nero · f3 alfiere del bianco · b1 re del bianco · f1 torre del bianco | b8 donna del nero · c8 alfiere del nero · f8 torre del bianco · g8 torre del nero · f7 pedone del bianco · c6 pedone del bianco · e6 re del nero · f6 pedone del nero · g6 pedone del nero · h6 torre del nero · a5 donna del bianco · b5 pedone del nero · e5 pedone del bianco · f5 cavallo del bianco · g5 pedone del nero · f4 alfiere del nero · d3 cavallo del nero · f3 alfiere del bianco · b1 re del bianco · f1 torre del bianco | b8 donna del nero · c8 alfiere del nero · f8 torre del bianco · g8 torre del nero · f7 pedone del bianco · c6 pedone del bianco · e6 re del nero · f6 pedone del nero · g6 pedone del nero · h6 torre del nero · a5 donna del bianco · b5 pedone del nero · e5 pedone del bianco · f5 cavallo del bianco · g5 pedone del nero · f4 alfiere del nero · d3 cavallo del nero · f3 alfiere del bianco · b1 re del bianco · f1 torre del bianco | b8 donna del nero · c8 alfiere del nero · f8 torre del bianco · g8 torre del nero · f7 pedone del bianco · c6 pedone del bianco · e6 re del nero · f6 pedone del nero · g6 pedone del nero · h6 torre del nero · a5 donna del bianco · b5 pedone del nero · e5 pedone del bianco · f5 cavallo del bianco · g5 pedone del nero · f4 alfiere del nero · d3 cavallo del nero · f3 alfiere del bianco · b1 re del bianco · f1 torre del bianco | b8 donna del nero · c8 alfiere del nero · f8 torre del bianco · g8 torre del nero · f7 pedone del bianco · c6 pedone del bianco · e6 re del nero · f6 pedone del nero · g6 pedone del nero · h6 torre del nero · a5 donna del bianco · b5 pedone del nero · e5 pedone del bianco · f5 cavallo del bianco · g5 pedone del nero · f4 alfiere del nero · d3 cavallo del nero · f3 alfiere del bianco · b1 re del bianco · f1 torre del bianco | b8 donna del nero · c8 alfiere del nero · f8 torre del bianco · g8 torre del nero · f7 pedone del bianco · c6 pedone del bianco · e6 re del nero · f6 pedone del nero · g6 pedone del nero · h6 torre del nero · a5 donna del bianco · b5 pedone del nero · e5 pedone del bianco · f5 cavallo del bianco · g5 pedone del nero · f4 alfiere del nero · d3 cavallo del nero · f3 alfiere del bianco · b1 re del bianco · f1 torre del bianco | 5 |
| 4 | b8 donna del nero · c8 alfiere del nero · f8 torre del bianco · g8 torre del nero · f7 pedone del bianco · c6 pedone del bianco · e6 re del nero · f6 pedone del nero · g6 pedone del nero · h6 torre del nero · a5 donna del bianco · b5 pedone del nero · e5 pedone del bianco · f5 cavallo del bianco · g5 pedone del nero · f4 alfiere del nero · d3 cavallo del nero · f3 alfiere del bianco · b1 re del bianco · f1 torre del bianco | b8 donna del nero · c8 alfiere del nero · f8 torre del bianco · g8 torre del nero · f7 pedone del bianco · c6 pedone del bianco · e6 re del nero · f6 pedone del nero · g6 pedone del nero · h6 torre del nero · a5 donna del bianco · b5 pedone del nero · e5 pedone del bianco · f5 cavallo del bianco · g5 pedone del nero · f4 alfiere del nero · d3 cavallo del nero · f3 alfiere del bianco · b1 re del bianco · f1 torre del bianco | b8 donna del nero · c8 alfiere del nero · f8 torre del bianco · g8 torre del nero · f7 pedone del bianco · c6 pedone del bianco · e6 re del nero · f6 pedone del nero · g6 pedone del nero · h6 torre del nero · a5 donna del bianco · b5 pedone del nero · e5 pedone del bianco · f5 cavallo del bianco · g5 pedone del nero · f4 alfiere del nero · d3 cavallo del nero · f3 alfiere del bianco · b1 re del bianco · f1 torre del bianco | b8 donna del nero · c8 alfiere del nero · f8 torre del bianco · g8 torre del nero · f7 pedone del bianco · c6 pedone del bianco · e6 re del nero · f6 pedone del nero · g6 pedone del nero · h6 torre del nero · a5 donna del bianco · b5 pedone del nero · e5 pedone del bianco · f5 cavallo del bianco · g5 pedone del nero · f4 alfiere del nero · d3 cavallo del nero · f3 alfiere del bianco · b1 re del bianco · f1 torre del bianco | b8 donna del nero · c8 alfiere del nero · f8 torre del bianco · g8 torre del nero · f7 pedone del bianco · c6 pedone del bianco · e6 re del nero · f6 pedone del nero · g6 pedone del nero · h6 torre del nero · a5 donna del bianco · b5 pedone del nero · e5 pedone del bianco · f5 cavallo del bianco · g5 pedone del nero · f4 alfiere del nero · d3 cavallo del nero · f3 alfiere del bianco · b1 re del bianco · f1 torre del bianco | b8 donna del nero · c8 alfiere del nero · f8 torre del bianco · g8 torre del nero · f7 pedone del bianco · c6 pedone del bianco · e6 re del nero · f6 pedone del nero · g6 pedone del nero · h6 torre del nero · a5 donna del bianco · b5 pedone del nero · e5 pedone del bianco · f5 cavallo del bianco · g5 pedone del nero · f4 alfiere del nero · d3 cavallo del nero · f3 alfiere del bianco · b1 re del bianco · f1 torre del bianco | b8 donna del nero · c8 alfiere del nero · f8 torre del bianco · g8 torre del nero · f7 pedone del bianco · c6 pedone del bianco · e6 re del nero · f6 pedone del nero · g6 pedone del nero · h6 torre del nero · a5 donna del bianco · b5 pedone del nero · e5 pedone del bianco · f5 cavallo del bianco · g5 pedone del nero · f4 alfiere del nero · d3 cavallo del nero · f3 alfiere del bianco · b1 re del bianco · f1 torre del bianco | b8 donna del nero · c8 alfiere del nero · f8 torre del bianco · g8 torre del nero · f7 pedone del bianco · c6 pedone del bianco · e6 re del nero · f6 pedone del nero · g6 pedone del nero · h6 torre del nero · a5 donna del bianco · b5 pedone del nero · e5 pedone del bianco · f5 cavallo del bianco · g5 pedone del nero · f4 alfiere del nero · d3 cavallo del nero · f3 alfiere del bianco · b1 re del bianco · f1 torre del bianco | 4 |
| 3 | b8 donna del nero · c8 alfiere del nero · f8 torre del bianco · g8 torre del nero · f7 pedone del bianco · c6 pedone del bianco · e6 re del nero · f6 pedone del nero · g6 pedone del nero · h6 torre del nero · a5 donna del bianco · b5 pedone del nero · e5 pedone del bianco · f5 cavallo del bianco · g5 pedone del nero · f4 alfiere del nero · d3 cavallo del nero · f3 alfiere del bianco · b1 re del bianco · f1 torre del bianco | b8 donna del nero · c8 alfiere del nero · f8 torre del bianco · g8 torre del nero · f7 pedone del bianco · c6 pedone del bianco · e6 re del nero · f6 pedone del nero · g6 pedone del nero · h6 torre del nero · a5 donna del bianco · b5 pedone del nero · e5 pedone del bianco · f5 cavallo del bianco · g5 pedone del nero · f4 alfiere del nero · d3 cavallo del nero · f3 alfiere del bianco · b1 re del bianco · f1 torre del bianco | b8 donna del nero · c8 alfiere del nero · f8 torre del bianco · g8 torre del nero · f7 pedone del bianco · c6 pedone del bianco · e6 re del nero · f6 pedone del nero · g6 pedone del nero · h6 torre del nero · a5 donna del bianco · b5 pedone del nero · e5 pedone del bianco · f5 cavallo del bianco · g5 pedone del nero · f4 alfiere del nero · d3 cavallo del nero · f3 alfiere del bianco · b1 re del bianco · f1 torre del bianco | b8 donna del nero · c8 alfiere del nero · f8 torre del bianco · g8 torre del nero · f7 pedone del bianco · c6 pedone del bianco · e6 re del nero · f6 pedone del nero · g6 pedone del nero · h6 torre del nero · a5 donna del bianco · b5 pedone del nero · e5 pedone del bianco · f5 cavallo del bianco · g5 pedone del nero · f4 alfiere del nero · d3 cavallo del nero · f3 alfiere del bianco · b1 re del bianco · f1 torre del bianco | b8 donna del nero · c8 alfiere del nero · f8 torre del bianco · g8 torre del nero · f7 pedone del bianco · c6 pedone del bianco · e6 re del nero · f6 pedone del nero · g6 pedone del nero · h6 torre del nero · a5 donna del bianco · b5 pedone del nero · e5 pedone del bianco · f5 cavallo del bianco · g5 pedone del nero · f4 alfiere del nero · d3 cavallo del nero · f3 alfiere del bianco · b1 re del bianco · f1 torre del bianco | b8 donna del nero · c8 alfiere del nero · f8 torre del bianco · g8 torre del nero · f7 pedone del bianco · c6 pedone del bianco · e6 re del nero · f6 pedone del nero · g6 pedone del nero · h6 torre del nero · a5 donna del bianco · b5 pedone del nero · e5 pedone del bianco · f5 cavallo del bianco · g5 pedone del nero · f4 alfiere del nero · d3 cavallo del nero · f3 alfiere del bianco · b1 re del bianco · f1 torre del bianco | b8 donna del nero · c8 alfiere del nero · f8 torre del bianco · g8 torre del nero · f7 pedone del bianco · c6 pedone del bianco · e6 re del nero · f6 pedone del nero · g6 pedone del nero · h6 torre del nero · a5 donna del bianco · b5 pedone del nero · e5 pedone del bianco · f5 cavallo del bianco · g5 pedone del nero · f4 alfiere del nero · d3 cavallo del nero · f3 alfiere del bianco · b1 re del bianco · f1 torre del bianco | b8 donna del nero · c8 alfiere del nero · f8 torre del bianco · g8 torre del nero · f7 pedone del bianco · c6 pedone del bianco · e6 re del nero · f6 pedone del nero · g6 pedone del nero · h6 torre del nero · a5 donna del bianco · b5 pedone del nero · e5 pedone del bianco · f5 cavallo del bianco · g5 pedone del nero · f4 alfiere del nero · d3 cavallo del nero · f3 alfiere del bianco · b1 re del bianco · f1 torre del bianco | 3 |
| 2 | b8 donna del nero · c8 alfiere del nero · f8 torre del bianco · g8 torre del nero · f7 pedone del bianco · c6 pedone del bianco · e6 re del nero · f6 pedone del nero · g6 pedone del nero · h6 torre del nero · a5 donna del bianco · b5 pedone del nero · e5 pedone del bianco · f5 cavallo del bianco · g5 pedone del nero · f4 alfiere del nero · d3 cavallo del nero · f3 alfiere del bianco · b1 re del bianco · f1 torre del bianco | b8 donna del nero · c8 alfiere del nero · f8 torre del bianco · g8 torre del nero · f7 pedone del bianco · c6 pedone del bianco · e6 re del nero · f6 pedone del nero · g6 pedone del nero · h6 torre del nero · a5 donna del bianco · b5 pedone del nero · e5 pedone del bianco · f5 cavallo del bianco · g5 pedone del nero · f4 alfiere del nero · d3 cavallo del nero · f3 alfiere del bianco · b1 re del bianco · f1 torre del bianco | b8 donna del nero · c8 alfiere del nero · f8 torre del bianco · g8 torre del nero · f7 pedone del bianco · c6 pedone del bianco · e6 re del nero · f6 pedone del nero · g6 pedone del nero · h6 torre del nero · a5 donna del bianco · b5 pedone del nero · e5 pedone del bianco · f5 cavallo del bianco · g5 pedone del nero · f4 alfiere del nero · d3 cavallo del nero · f3 alfiere del bianco · b1 re del bianco · f1 torre del bianco | b8 donna del nero · c8 alfiere del nero · f8 torre del bianco · g8 torre del nero · f7 pedone del bianco · c6 pedone del bianco · e6 re del nero · f6 pedone del nero · g6 pedone del nero · h6 torre del nero · a5 donna del bianco · b5 pedone del nero · e5 pedone del bianco · f5 cavallo del bianco · g5 pedone del nero · f4 alfiere del nero · d3 cavallo del nero · f3 alfiere del bianco · b1 re del bianco · f1 torre del bianco | b8 donna del nero · c8 alfiere del nero · f8 torre del bianco · g8 torre del nero · f7 pedone del bianco · c6 pedone del bianco · e6 re del nero · f6 pedone del nero · g6 pedone del nero · h6 torre del nero · a5 donna del bianco · b5 pedone del nero · e5 pedone del bianco · f5 cavallo del bianco · g5 pedone del nero · f4 alfiere del nero · d3 cavallo del nero · f3 alfiere del bianco · b1 re del bianco · f1 torre del bianco | b8 donna del nero · c8 alfiere del nero · f8 torre del bianco · g8 torre del nero · f7 pedone del bianco · c6 pedone del bianco · e6 re del nero · f6 pedone del nero · g6 pedone del nero · h6 torre del nero · a5 donna del bianco · b5 pedone del nero · e5 pedone del bianco · f5 cavallo del bianco · g5 pedone del nero · f4 alfiere del nero · d3 cavallo del nero · f3 alfiere del bianco · b1 re del bianco · f1 torre del bianco | b8 donna del nero · c8 alfiere del nero · f8 torre del bianco · g8 torre del nero · f7 pedone del bianco · c6 pedone del bianco · e6 re del nero · f6 pedone del nero · g6 pedone del nero · h6 torre del nero · a5 donna del bianco · b5 pedone del nero · e5 pedone del bianco · f5 cavallo del bianco · g5 pedone del nero · f4 alfiere del nero · d3 cavallo del nero · f3 alfiere del bianco · b1 re del bianco · f1 torre del bianco | b8 donna del nero · c8 alfiere del nero · f8 torre del bianco · g8 torre del nero · f7 pedone del bianco · c6 pedone del bianco · e6 re del nero · f6 pedone del nero · g6 pedone del nero · h6 torre del nero · a5 donna del bianco · b5 pedone del nero · e5 pedone del bianco · f5 cavallo del bianco · g5 pedone del nero · f4 alfiere del nero · d3 cavallo del nero · f3 alfiere del bianco · b1 re del bianco · f1 torre del bianco | 2 |
| 1 | b8 donna del nero · c8 alfiere del nero · f8 torre del bianco · g8 torre del nero · f7 pedone del bianco · c6 pedone del bianco · e6 re del nero · f6 pedone del nero · g6 pedone del nero · h6 torre del nero · a5 donna del bianco · b5 pedone del nero · e5 pedone del bianco · f5 cavallo del bianco · g5 pedone del nero · f4 alfiere del nero · d3 cavallo del nero · f3 alfiere del bianco · b1 re del bianco · f1 torre del bianco | b8 donna del nero · c8 alfiere del nero · f8 torre del bianco · g8 torre del nero · f7 pedone del bianco · c6 pedone del bianco · e6 re del nero · f6 pedone del nero · g6 pedone del nero · h6 torre del nero · a5 donna del bianco · b5 pedone del nero · e5 pedone del bianco · f5 cavallo del bianco · g5 pedone del nero · f4 alfiere del nero · d3 cavallo del nero · f3 alfiere del bianco · b1 re del bianco · f1 torre del bianco | b8 donna del nero · c8 alfiere del nero · f8 torre del bianco · g8 torre del nero · f7 pedone del bianco · c6 pedone del bianco · e6 re del nero · f6 pedone del nero · g6 pedone del nero · h6 torre del nero · a5 donna del bianco · b5 pedone del nero · e5 pedone del bianco · f5 cavallo del bianco · g5 pedone del nero · f4 alfiere del nero · d3 cavallo del nero · f3 alfiere del bianco · b1 re del bianco · f1 torre del bianco | b8 donna del nero · c8 alfiere del nero · f8 torre del bianco · g8 torre del nero · f7 pedone del bianco · c6 pedone del bianco · e6 re del nero · f6 pedone del nero · g6 pedone del nero · h6 torre del nero · a5 donna del bianco · b5 pedone del nero · e5 pedone del bianco · f5 cavallo del bianco · g5 pedone del nero · f4 alfiere del nero · d3 cavallo del nero · f3 alfiere del bianco · b1 re del bianco · f1 torre del bianco | b8 donna del nero · c8 alfiere del nero · f8 torre del bianco · g8 torre del nero · f7 pedone del bianco · c6 pedone del bianco · e6 re del nero · f6 pedone del nero · g6 pedone del nero · h6 torre del nero · a5 donna del bianco · b5 pedone del nero · e5 pedone del bianco · f5 cavallo del bianco · g5 pedone del nero · f4 alfiere del nero · d3 cavallo del nero · f3 alfiere del bianco · b1 re del bianco · f1 torre del bianco | b8 donna del nero · c8 alfiere del nero · f8 torre del bianco · g8 torre del nero · f7 pedone del bianco · c6 pedone del bianco · e6 re del nero · f6 pedone del nero · g6 pedone del nero · h6 torre del nero · a5 donna del bianco · b5 pedone del nero · e5 pedone del bianco · f5 cavallo del bianco · g5 pedone del nero · f4 alfiere del nero · d3 cavallo del nero · f3 alfiere del bianco · b1 re del bianco · f1 torre del bianco | b8 donna del nero · c8 alfiere del nero · f8 torre del bianco · g8 torre del nero · f7 pedone del bianco · c6 pedone del bianco · e6 re del nero · f6 pedone del nero · g6 pedone del nero · h6 torre del nero · a5 donna del bianco · b5 pedone del nero · e5 pedone del bianco · f5 cavallo del bianco · g5 pedone del nero · f4 alfiere del nero · d3 cavallo del nero · f3 alfiere del bianco · b1 re del bianco · f1 torre del bianco | b8 donna del nero · c8 alfiere del nero · f8 torre del bianco · g8 torre del nero · f7 pedone del bianco · c6 pedone del bianco · e6 re del nero · f6 pedone del nero · g6 pedone del nero · h6 torre del nero · a5 donna del bianco · b5 pedone del nero · e5 pedone del bianco · f5 cavallo del bianco · g5 pedone del nero · f4 alfiere del nero · d3 cavallo del nero · f3 alfiere del bianco · b1 re del bianco · f1 torre del bianco | 1 |
|   | a | b | c | d | e | f | g | h |   |

Soluzione:
 1. Dd8 !  (min. 2. Dxf6#)
1...Rxe5  2. Dd5#

1...gxf5  2. De8#

1...Cxe5  2. Cd4#

1...fxe5  2. fxg8=D#

1...Dxe5  2. Dxc8#